# Околок (Житомирская область)
Околок (укр. Окілок) — село на Украине, находится в Черняховском районе Житомирской области. Основано в 1638 году.
Код КОАТУУ — 1825686203. Население по переписи 2001 года составляет 189 человек. Почтовый индекс — 12333. Телефонный код — 4134. Занимает площадь 1,001 км².

## Адрес местного совета
12333, Житомирская область, Черняховский р-н, с. Новополь, ул. Красноармейская, 2.